# Денкерк
Денкерк (фр. Dunkerque, хол. Duinkerke(n)) град је у северној Француској у региону Север Па де Кале и департману Север. Налази се на обали Северног мора, на 10 километара од белгијске границе.
По подацима из 2006. године број становника у месту је био 69.274. У ширем подручју града живи више од 250.000 људи.
Денкерк припада историјској регији Фландрија. До средине 20. века у граду се више говорио фламански дијалект, док данас доминира француски језик.

## Географија
Денкерк је најсјевернија потпрефектура Француске, смјештена у департману Норд, 65 km северозападно од Лила и 241 km северно од Париза. Денкерк је удаљен мање од 300 км од четири друге европска главна града: Амстердама, Брисела, Лондона и Луксембурга. Град излази на Северно море.

### Клима
| Клима (Денкерк)             | Клима (Денкерк) | Клима (Денкерк) | Клима (Денкерк) | Клима (Денкерк) | Клима (Денкерк) | Клима (Денкерк) | Клима (Денкерк) | Клима (Денкерк) | Клима (Денкерк) | Клима (Денкерк) | Клима (Денкерк) | Клима (Денкерк) | Клима (Денкерк) |
| Показатељ \ Месец           | .Јан.           | .Феб.           | .Мар.           | .Апр.           | .Мај.           | .Јун.           | .Јул.           | .Авг.           | .Сеп.           | .Окт.           | .Нов.           | .Дец.           | .Год.           |
| --------------------------- | --------------- | --------------- | --------------- | --------------- | --------------- | --------------- | --------------- | --------------- | --------------- | --------------- | --------------- | --------------- | --------------- |
| Апсолутни максимум, °C (°F) | 15,0 (59)       | 19,0 (66,2)     | 24,0 (75,2)     | 28,4 (83,1)     | 34,0 (93,2)     | 33,4 (92,1)     | 38,2 (100,8)    | 36,2 (97,2)     | 33,5 (92,3)     | 30,0 (86)       | 19,5 (67,1)     | 16,6 (61,9)     | 38,3 (100,9)    |
| Средњи максимум, °C (°F)    | 7 (45)          | 7,3 (45,1)      | 9,9 (49,8)      | 12,4 (54,3)     | 15,6 (60,1)     | 18,4 (65,1)     | 20,9 (69,6)     | 21,3 (70,3)     | 19 (66)         | 15,3 (59,5)     | 10,8 (51,4)     | 7,6 (45,7)      | 13,8 (56,8)     |
| Просек, °C (°F)             | 5,1 (41,2)      | 5,2 (41,4)      | 7,5 (45,5)      | 9,7 (49,5)      | 12,9 (55,2)     | 15,7 (60,3)     | 18,1 (64,6)     | 18,4 (65,1)     | 16,2 (61,2)     | 12,8 (55)       | 8,7 (47,7)      | 5,8 (42,4)      | 11,3 (52,3)     |
| Средњи минимум, °C (°F)     | 3,2 (37,8)      | 3 (37)          | 5,1 (41,2)      | 6,9 (44,4)      | 10,2 (50,4)     | 13 (55)         | 15,2 (59,4)     | 15,6 (60,1)     | 13,5 (56,3)     | 10,2 (50,4)     | 6,7 (44,1)      | 3,9 (39)        | 8,9 (48)        |
| Апсолутни минимум, °C (°F)  | −13,4 (7,9)     | −18,0 (−0,4)    | −7,0 (19,4)     | −2,0 (28,4)     | −1,0 (30,2)     | 4,0 (39,2)      | 6,6 (43,9)      | 4,0 (39,2)      | 4,0 (39,2)      | −2,4 (27,7)     | −8,0 (17,6)     | −10,6 (12,9)    | −18,0 (−0,4)    |
| Количина падавина, mm (in)  | 53,5 (21,06)    | 42 (16,5)       | 46 (18,1)       | 42,5 (16,73)    | 49,5 (19,49)    | 54,5 (21,46)    | 58,3 (22,95)    | 58,9 (23,19)    | 65,7 (25,87)    | 75,8 (29,84)    | 69,3 (27,28)    | 63,7 (25,08)    | 679,7 (267,6)   |
| [ тражи се извор ]          |                 |                 |                 |                 |                 |                 |                 |                 |                 |                 |                 |                 |                 |

## Историја

### Први светски рат
Денкеркшку луку су током рата интензивно користиле британске снаге које су довеле раднике на докове, између осталог, из Египта и Кине.
Од 1915. године, град је претрпео тешка бомбардовања, укључујући и бомбардовање из највећег топа на свету, немачког Дугог Макса. Редовно су испаљиване тешке гранате тежине око 750 kg из Кукелареa, удаљеног око 45–50 км. У бомбардовању је погинуло скоро 600 људи и рањено још 1.100, и цивила и војника, док је 400 зграда уништено и 2.400 оштећено. Становништво града, које је 1914. износило 39.000, смањило се на мање од 15.000 у јулу 1916. и 7.000 у јесен 1917.
Америчка морнарица је 1. јануара 1918. године је успоставила поморску ваздухопловну базу за управљање хидроавионима. База је затворена убрзо након примирја од 11. новембра 1918.
У октобру 1917. године, да би обележио галантно понашање његових становника током рата, град Денкерк добио је награду Ратни крст, а 1919. Легију части и британски Крст за истакнуту службу. Ова одликовања сада се појављују у градском грбу.

### Други светски рат
За време Другог светског рата, током бици за Француску у мају 1940. године док су помагале француској и белгијској војсци, Британске експедиционе снаге биле су приморане да се повуку суочавајући се са снажним немачким тенковским нападима. Борећи се у Белгији и Француској, Британске експедиционе снаге и део француске војске су опколили Немци и биле су принуђене да се повуку у подручје око луке Денкерк. Више од 400.000 војника било је заробљено у џепу док се немачка војска приближавала. Неочекивано, напад немачких тенкова је у критичном тренутку заустављен на неколико дана. Годинама се претпостављало да је Адолф Хитлер наредио немачкој војсци да обустави напад, дајући предност бомбардовању од стране Луфтвафеа. Међутим, према званичном ратном дневнику групе армија А, њен командант, генерал-пуковник Герд фон Рундштет, наредио је застој због поправки својих тенкова, од којих је половина била ван употребе, и да би заштитили његове бокове који су били изложени. Хитлер је само неколико сати касније потврдио наредбу. Ово затишје дало је Британцима и Французима неколико дана да учврсте своју одбрану и евакуишу се морем преко Ламанша, под кодним називом Операција Динамо. Винстон Черчил, британски премијер, наредио је да било који брод или чамац на располагању, велики или мали, покупи опкољене војнике на обали. 338.226 мушкараца (укључујући 123.000 француских војника) је евакуисано. За евакуацију Британских експедиционих снага било је потребно преко 900 бродова, а две трећине оних који су спашени укрцали су се кроз луку, а више од 100.000 их је покупљено са плажа. Више од 40.000 возила, као и огромна количина друге војне опреме и залиха је напуштена, јер се њихова вредност сматрала мањом од вредности обучених бораца. Четрдесет хиљада савезничких војника (од којих су се неки борили након краја званичне) било је заробљено или присиљено да се сами врате кући различитим путевима, укључујући преко неутралне Шпаније. Многи рањеници који нису могли да ходају били су напуштени.

## Демографија
| 1962.  | 1968.  | 1975.  | 1982.  | 1990.  | 1999.  | 2006.  | 2011.  |
| ------ | ------ | ------ | ------ | ------ | ------ | ------ | ------ |
| 27.616 | 27.504 | 73.800 | 73.120 | 70.331 | 70.850 | 69.274 | 91.386 |

## Партнерски градови
- Крефелд
- Мидлсбро
- Ramat HaSharon
- Виторија
- Газа
- Рига
- Росток